# Neder-Silezisch voetbalkampioenschap 1908/09
In 1908/09 werd het derde Neder-Silezisch voetbalkampioenschap gespeeld, dat georganiseerd werd door de Zuidoost-Duitse voetbalbond.
ATV Liegnitz werd kampioen en plaatste zich voor de Zuidoost-Duitse eindronde. De club werd meteen uitgeschakeld door Preußen Kattowitz.

## Bezirksklasse
| Plaats | Club                    | Wed. | W | G | V | Saldo | Ptn  |
| ------ | ----------------------- | ---- | - | - | - | ----- | ---- |
| 1.     | ATV Liegnitz            | 6    | 6 | 0 | 0 | 9:0   | 12:0 |
| 2.     | FC Blitz 03 Liegnitz    | 6    | 3 | 0 | 3 | 2:2   | 6:6  |
| 3.     | FC Viktoria 06 Liegnitz | 6    | 3 | 0 | 3 | 2:11  | 6:6  |
| 4.     | SC Germania Liegnitz    | 6    | 0 | 0 | 6 | 0:0   | 0:12 |

|  | Kampioen                       |
|  | Trok zich na dit seizoen terug |